# ديفيد باكنغهام
ديفيد باكنغهام (بالإنجليزية: A. David Buckingham)‏ (و. 1930  م) هو كيميائي، ولاعب كريكت، وأستاذ جامعي أسترالي، ولد في سيدني، هو عضوٌ في الأكاديمية الوطنية للعلوم (منذ 1992)، والأكاديمية الأمريكية للفنون والعلوم، والجمعية الملكية، والأكاديمية الملكية السويدية للعلوم.

## التعليم
تعلم في جامعة سيدني، وتعلم في جامعة كامبريدج.

## جوائز
حصل على جوائز منها:
- عضو مراسل في الأكاديمية الأسترالية للعلوم ‏ (2008)
- جائزة تشارلز هارد تاونز (2001)
- جائزة المحاضر لفاراداي (1998)
- وسام هيوز (1996)
- ميدالية وجائزة هاري ماسي [الإنجليزية]‏ (1995)
- ميدالية إيدجوورث ديفيد [الإنجليزية]‏ (1970)
- جائزة كوردي - مورغان (1970)
- جائزة تيلدن [الإنجليزية]‏ (1964)
- جائزة إدوارد هاريسون التذكارية [الإنجليزية]‏ (1959)
- جائزة ريني التذكارية [الإنجليزية]‏ (1958)
- نيشان الامبراطورية البريطانية من رتبة قائد
- زمالة الجمعية الأمريكية الفيزيائية
- زميل في الجمعية الملكية

## روابط خارجية
- ديفيد باكنغهام على موقع إي آس بي آن كريك إنفو (الإنجليزية)